# Willumsens Museum
Willumsens Museum (tidligere J.F. Willumsens Museum) ligger i Frederikssund. Museet er et enkeltkunstnermuseum oprettet for kunstneren J.F. Willumsen. Det blev åbnet i 1957 og drives af Frederikssund Kommune.
Museet er opført 1957 tegnet af arkitekt Tyge Hvass og udvidet med en tilbygning i 2005 tegnet af arkitekt Theo Bjerg. Kunsthistoriker mag. art. Leila Krogh (f. 1943) var museets leder 1973-1990 og 1993-2006.
Museet udstiller hovedværker af Willumsen: malerier, tegninger, grafik, keramik, skulpturer, fotografier og arkitektur.
Willumsens Museum eller udstillingen af Willumsens værker kunne opleves i Ribe, Kurveholmen 2. Her så et museum på initiativ af redaktør Victor Pedersen første gang dagens lys. Museet/samlingen kunne opleves frem til 1980.

## Ekstern kilde/henvisning
- Museets website